# Cá voi có răng
Tiểu bộ Cá voi có răng (danh pháp khoa học: Odontoceti) là một tiểu bộ thuộc phân thứ bộ Cá voi (Cetacea). Tiểu bộ này bao gồm các loài cá nhà táng, cá voi mỏ, các loài cá heo, cá hổ kình v.v. Đặc điểm những loài thuộc tiểu bộ này có là có răng, khác với tấm sừng của phân bộ Cá voi tấm sừng hàm (Mysticeti).
Theo các nghiên cứu hóa thạch thì cá voi tấm sừng trước kia cũng có răng, sau này mới tiến hóa thành tấm sừng, vì vậy để phân loại 2 phân bộ này các nhà khoa học không thể chỉ dựa vào răng mà phải so sánh nhiều đặc điểm khác nữa.
Cá voi có răng là những loài săn mồi nhanh nhẹn, thức ăn chủ yếu là cá, mực và có loài ăn thú biển.

## Giải phẫu
Cá voi có răng chỉ có một lỗ phun nước trên đầu trong khi cá voi tấm sừng có 2 lỗ.
Để thích nghi với kiểu định vị bằng âm thanh (siêu âm), sọ của cá voi có răng đã trở nên không đối xứng.
Bộ não của chúng tương đối lớn, tuy nhiên bộ não chỉ phát triển từ khi chúng sử dụng cách định vị bằng âm thanh. Hai bán cầu não của cá voi có răng kết nối kém với bộ phận gọi là "quả dưa" ("melon"-nơi tiếp nhận phản xạ của sóng âm).
Dây âm thanh trong thanh quản của Cá voi có răng không còn nữa, thay vào đó âm thanh được phát ra từ hệ thống lỗ phun nước., ngoài ra chúng không còn khả năng về khứu giác cũng như không còn tuyết nước bọt.
Trừ cá nhà táng ra tất cả cá voi có răng đều nhỏ hơn các loài cá voi tấm sừng.
Loài có nhiều răng nhất là một số loài cá heo, có thể tới 100 chiếc răng, loài ít nhất là kỳ lân biển chỉ có duy nhất 1 chiếc răng ngà, còn các loài cá voi có mỏ chỉ có 1 đến 2 cặp răng ở con đực.
Có những loài như cá nhà táng không sử dụng răng để ăn mà chỉ sử dụng như vũ khí và để "tỏ tình".

## Định vị bằng âm thanh

Cá heo xác định con mồi bằng sóng âm

Định vị bằng âm thanh là cực kì quan trọng đối với cá voi có răng.
Cá nhà táng sử dụng âm thanh tần số thấp (có thể là 50 kHz). Trong khi một số khác sử dụng băng tần hẹp với tần số cao (ví dụ các loài họ Phocoenidae, hay các loài chi Cephalorhynchus).

## Phân loại
- Bộ Cetacea: Cá voi
  - Phân bộ Odontoceti: Cá voi có răng
    - Siêu họ Delphinoidea
      - Họ Delphinidae: Họ Cá heo mỏ
        - Phân họ Delphininae
          - Chi Delphinus
            - Cá heo mõm dài, Delphinus capensis
            - Cá heo mõm ngắn, Delphinus delphis
            - Cá heo Ả Rập, Delphinus tropicalis. Rice công nhận như một loài. MSW3 thì không.

          - Chi Lagenodelphis
            - Cá heo Fraser, Lagenodelphis hosei

          - Chi Sousa
            - Cá heo lưng bướu Thái Bình Dương hay cá heo trắng Trung Hoa, Sousa chinensis
            - Cá heo lưng bướu Ấn Độ Dương, Sousa plumbea
            - Cá heo lưng bướu Đại Tây Dương, Sousa teuszii

          - Chi Stenella (đồng nghĩa: Clymenia, Micropia, Fretidelphis, Prodelphinus)
            - Cá heo đốm nhiệt đới, Stenella attenuata
            - Cá heo Clymene, Stenella clymene
            - Cá heo vằn, Stenella coeruleoalba
            - Cá heo đốm Đại Tây Dương, Stenella frontalis
            - Cá heo Spinner, Stenella longirostris

          - Chi Tursiops - Rice và MSW3 đồng thuận (nhưng không dứt khoát) về loài này, xem bài viết cụ thể về loài để có chi tiết.
            - Cá heo mũi chai Ấn Độ Dương, Tursiops aduncus
            - Cá heo mũi chai, Tursiops truncatus

        - Phân họ Lissodelphininae
          - Chi Cephalorhynchus (đồng nghĩa: Eutropia)
            - Cá heo Commerson, Cephalorhyncus commersonii
            - Cá heo Chile, Cephalorhyncus eutropia
            - Cá heo Heaviside, Cephalorhyncus heavisidii
            - Cá heo Hector, Cephalorhyncus hectori

          - Chi Lissodelphis
            - Cá heo đầu bò phương bắc, Lissodelphis borealis
            - Cá heo đầu bò phương nam, Lissodelphis peronii

        - Phân họ Orcininae
          - Chi Feresa
            - Cá hổ kình lùn, Feresa attenuata

          - Chi Globicephala
            - Cá voi đầu tròn vây ngắn, Globicephala macrorhyncus
            - Cá voi đầu tròn vây dài, Globicephala melas

          - Chi Grampus
            - Cá heo Risso, Grampus griseus

          - Chi Orcaella
            - Cá heo sông Irrawaddy, Orcaella brevirostris
            - Cá heo vây hếch Australia, Orcaella heinsohni. Phát hiện năm 2005, chưa được công nhận trong cả Rice lẫn MSW3 và đang được xem xét.

          - Chi Orcinus (đồng nghĩa: Orca, Ophysia, Gladiator)
            - Cá hổ kình, Orcinus orca

          - Chi Peponocephala
            - Cá voi đầu dưa, Peponocephala electra

          - Chi †Platalearostrum (cá heo mõm tù)
            - †Cá heo mõm tù Hoekman, Platalearostrum hoekmani

          - Chi Pseudorca (đồng nghĩa: Neorca)
            - Giả hổ kình, Pseudorca crassidens

        - Phân họ Stenoninae
          - Chi Sotalia (đồng nghĩa: Tucuxa)
            - Cá heo Tucuxi, Sotalia fluviatilis, xem thông tin trong bài viết về loài này
            - Cá heo Costero, Sotalia guianensis

          - Chi Steno (đồng nghĩa: Glyphidelphis, Stenopontistes)
            - Cá heo răng nhám, Steno bredanensis

        - incertae sedis
          - Chi Lagenorhynchus
            - Cá heo hông trắng Đại Tây Dương, Lagenorhynchus acutus
            - Cá heo mõm trắng, Lagenorhynchus albirostris
            - Cá heo Peale, Lagenorhynchus australis
            - Cá heo vằn chữ thập, Lagenorhynchus cruciger
            - Cá heo hông trắng Thái Bình Dương, Lagenorhynchus obliquidens
            - Cá heo sẫm màu, Lagenorhynchus obscurus

      - Họ Monodontidae
        - Phân họ Delphinapterinae
          - Chi Delphinapterus
            - Cá voi trắng, Delphinapterus leucas

        - Phân họ Monodontinae
          - Chi Monodon
            - Kỳ lân biển, Monodon monoceros

      - Họ Phocoenidae: Các dạng cá heo chuột
        - Phân họ Phocoeninae
          - Chi Neophocaena (đồng nghĩa: Meomeris)
            - Cá heo không vây, Neophocaena phocoenoides

          - Chi Phocoena (đồng nghĩa: Australophocaena, Acanthodelphis)
            - Cá heo bốn mắt, Phocoena dioptrica
            - Cá heo cảng, Phocoena phocaena
            - Cá heo California, Phocoena sinus
            - Cá heo Burmeister, Phocoena spinipinnis

        - Phân họ Phocoenoidinae
          - Chi Phocoenoides
            - Cá heo Dall, Phocoenoides dalli

    - Siêu họ Inioidea
      - Họ Iniidae
        - Chi Inia
          - Cá heo sông Araguaia, Inia araguaiaensis
          - Cá heo sông Bolivia, Inia boliviensis
          - Cá heo sông Amazon, Inia geoffrensis

      - Họ Pontoporiidae - MSW3 coi Pontoporia là thành viên của họ Iniidae
        - Chi Pontoporia
          - Cá heo La Plata, Pontoporia blainvillei

      - Họ Lipotidae - MSW3 coi Lipotes là thành viên của họ Iniidae
        - Chi Lipotes
          - †? Cá heo sông Dương Tử, Lipotes vexillifer

    - Siêu họ Physeteroidea
      - Nhóm cơ sở
        - Diaphorocetus †
        - Acrophyseter †
        - Zygophyseter †
        - Brygmophyseter (= Naganocetus) †
        - Aulophyseter †
        - Livyatan †

      - Họ Physeteridae: Họ Cá nhà táng
        - Chi Physeter
          - Cá nhà táng, Physeter macrocephalus

        - Chi Orycterocetus †
        - Chi Ferecetotherium †
        - Chi Helvicetus †
        - Chi Idiorophus †
        - Chi Placoziphius †
        - Chi Idiophyseter †
        - Chi Physeterula †

      - Họ Kogiidae - MSW3 coi Kogia là thành viên của họ Physeteridae
        - Chi Kogia
          - Cá nhà táng nhỏ, Kogia breviceps
          - Cá nhà táng lùn, Kogia sima
          - Kogia pusilla †

        - Chi Aprixokogia †
        - Chi Kogiopsis †
        - Chi Praekogia †
        - Chi Scaphokogia †

    - Siêu họ Lipotoidea
    - Siêu họ Platanistoidea: Cá heo sông
      - Họ Platanistidae
        - Chi Platanista
          - Cá heo sông Ấn và sông Hằng, Platanista gangetica. MSW3 coi Platanista minor là một loài riêng biệt, với các tên gọi phổ biến tương ứng là cá heo sông Hằng và cá heo sông Ấn.

      - Họ †Squalodontidae
        - Chi †Eosqualodon
        - Chi †Phoberodon
        - Chi †Squalodon (đồng nghĩa muộn Arionius, Crenidelphinus, Kelloggia, Macrophoca, Rhizoprion, Phoca pedronii, Phocodon, Priscodelphinus validus, Smilocamptus)
        - Chi †Tangaroasaurus

    - Siêu họ Ziphioidea
      - Họ Ziphidae, Cá voi mõm khoằm
        - Phân họ Berardiinae
          - Chi Berardius
            - Cá voi mõm khoằm Arnoux, Berardius arnuxii
            - Cá voi mõm khoằm Baird (Cá voi mũi chai Bắc Thái Bình Dương), Berardius bairdii

        - Phân họ Hyperoodontidae
          - Chi Hyperoodon
            - Cá voi mũi chai phương bắc, Hyperoodon ampullatus
            - Cá voi mũi chai phương nam, Hyperoodon planifrons

          - Chi Indopacetus
            - Cá voi mõm khoằm Longman (Cá voi mõm khoằm Ấn Độ Dương-Thái Bình Dương), Indopacetus pacificus

          - Chi Mesoplodon, Cá voi Mesoplodont
            - Cá voi mõm khoằm Sowerby, Mesoplodon bidens
            - Cá voi mõm khoằm Andrews, Mesoplodon bowdoini
            - Cá voi mõm khoằm Hubbs, Mesoplodon carlhubbsi
            - Cá voi mõm khoằm Blainville, Mesoplodon densirostris
            - Cá voi mõm khoằm Gervais, Mesoplodon europaeus
            - Cá voi mõm khoằm răng bạch quả, Mesoplodon ginkgodens
            - Cá voi mõm khoằm Gray, Mesoplodon grayi
            - Cá voi mõm khoằm Hector, Mesoplodon hectori
            - Cá voi mõm khoằm Layard, Mesoplodon layardii
            - Cá voi mõm khoằm True, Mesoplodon mirus
            - Cá voi mõm khoằm Perrin, Mesoplodon perrini. Loài này được công nhận năm 2002 và liệt kê trong MSW3 nhưng không trong Rice.
            - Cá voi mõm khoằm nhỏ, Mesoplodon peruvianus
            - Cá voi mõm khoằm Stejneger, Mesoplodon stejnegeri
            - Cá voi răng thuổng, Mesoplodon traversii

        - Phân họ Ziphiinae
          - Chi Tasmacetus
            - Cá voi mõm khoằm Tasman (Shepherd's Beaked Whale), Tasmacetus shepherdi

          - Chi Ziphius
            - Cá voi mõm khoằm Cuvier, Ziphius cavirostris